# Mątowy Wielkie
Mątowy Wielkie (deutsch: Groß Montau) ist eine Ortschaft der Gemeinde Miłoradz (Mielenz) in der polnischen Woiwodschaft Pommern. Im Jahr 2011 hatte das Dorf 314 Einwohner.

## Geographische Lage
Das Dorf liegt im ehemaligen Westpreußen, etwa 20 Kilometer östlich von Starogard Gdański (Preußisch Stargard) und 43 Kilometer südlich von Danzig.
Nach dem Dorf ist die Montauer Spitze benannt, eine Landzunge östlich von Preußisch Stargard, bei der früher aus der bis dahin ungeteilten Weichsel die Nogat in Richtung Osten abfloss.

## Geschichte

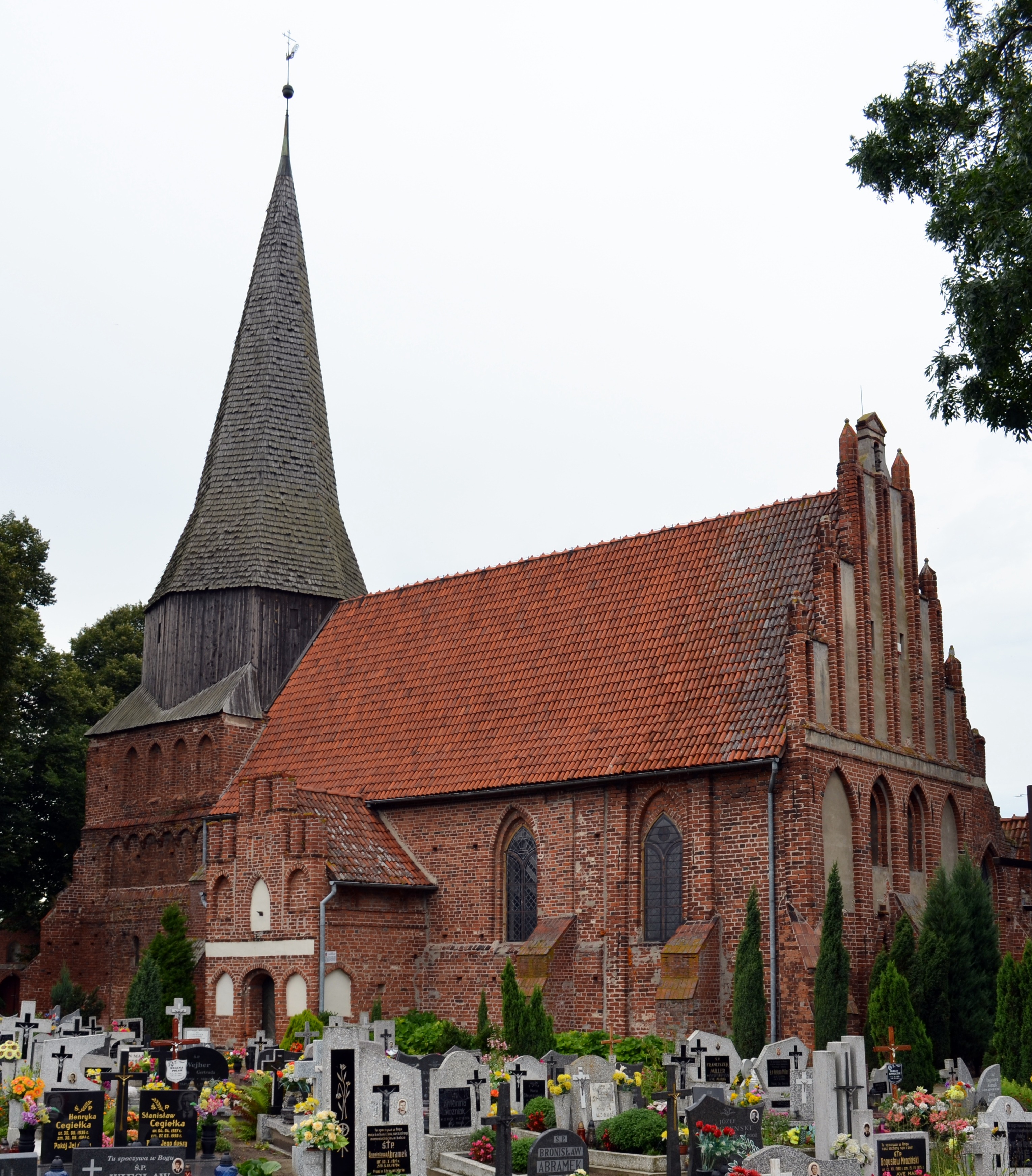
Dorfkirche (Aufnahme 2011)

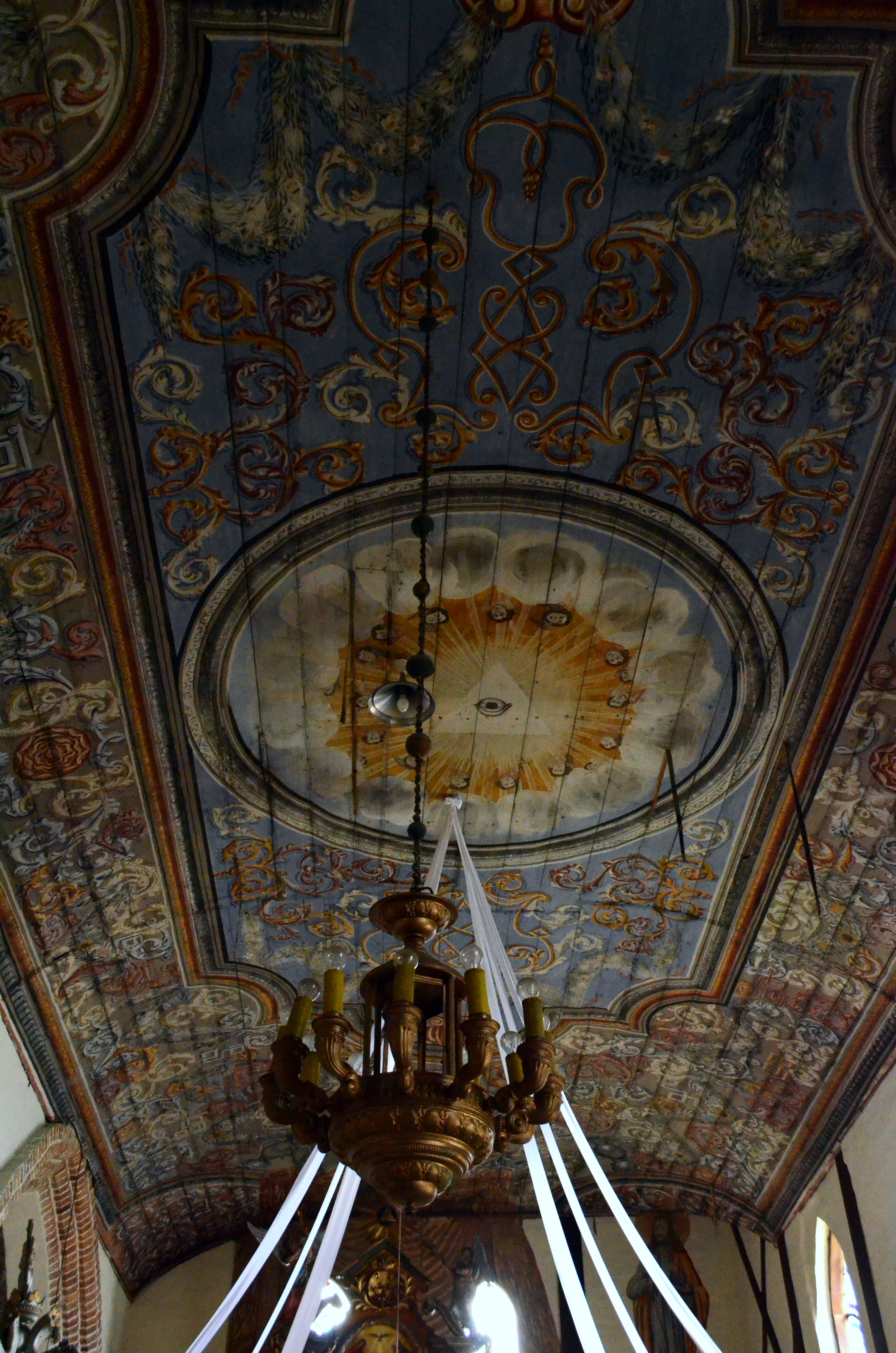
Deckenmalerei in der Dorfkirche (Aufnahme 2011)

Bereits während der Zeit des Deutschordensstaats wurde das Dorf bekannt durch die persönliche Leidensgeschichte und den außergewöhnlichen religiösen Eifer der hier geborenen Bauerstochter Dorothea Swartze. Beim Zerfall des Ordensstaats kam das Dorf zum autonomen Preußen Königlichen Anteils und nach der ersten Teilung Polens 1772 zum Königreich Preußen.
Um das Jahr 1785 hatte das Bauerndorf Groß Montau eine katholische Kirche und 41 Feuerstellen (Haushaltungen). Im 19. Jahrhundert war Groß Montau wegen seiner umfangreichen Pflaumen-Plantagen bekannt; jährlich wurden von dort mehrere 1000 Tonnen Pflaumen ins Ausland verschifft. Im Jahr 1855 wurde das Dorf infolge von Dammbrüchen überschwemmt und zerstört.
Bis 1920 hatte Groß Montau zum Landkreis Marienburg in Westpreußen gehört. Als nach dem Ersten Weltkrieg auf westpreußischem Territorium der Polnische Korridor und die Freie Stadt Danzig gebildet worden waren, wurde Groß Montau 1920 dem neu eingerichteten Landkreis Großes Werder in der Freien Stadt Danzig zugeordnet. Im Zweiten Weltkrieg gehörte Groß Montau ab September 1939 zum Landkreis Danzig im Reichsgau Danzig-Westpreußen des nationalsozialistischen Deutschlands.
Im Frühjahr 1945 wurde die umliegende Region von der Roten Armee besetzt. Im Sommer 1945 wurde Groß Montau von der sowjetischen Besatzungsmacht gemäß dem Potsdamer Abkommen zusammen mit der südlichen Hälfte Ostpreußens unter polnische Verwaltung gestellt. Soweit die deutschen Einwohner des Dorfs nicht geflohen waren, wurden sie in der Folgezeit größtenteils von der örtlichen polnischen Verwaltungsbehörde aus Groß Montau vertrieben.

## Demographie
| Jahr | Einwohner | Anmerkungen           |
| ---- | --------- | --------------------- |
| 1816 | 243       | [ 6 ]                 |
| 1852 | 404       | [ 7 ]                 |
| 1864 | 406       | am 3. Dezember        |
| 1871 | 440       | davon 70 Evangelische |
| 1910 | 429       | am 1. Dezember        |
| 1929 | 469       | [ 10 ]                |

## Dorfkirche
Die Kirche Groß Montau St. Peter und Paul gilt als eines der ältesten Bauzeugnisse der Kulturlandschaft Marienburger Werder, das unter dem Deutschen Orden entstanden ist. Die Kirche ist 1383 erstmals erwähnt und wurde wohl im 14. Jahrhundert als kleiner Fachwerkbau mit Ziegelgefachen auf rechteckigem Grundriss errichtet. Der Bau trägt über dem Chor eine Holztonne und über dem Schiff und dem Holzturm eine Flachdecke. Bald nach Fertigstellung wurde der die Fachwerkwände ummauert und das Langhaus in Stein ausgeführt. Teile der Holzkonstruktion der Kirche stammen noch aus dem 14. Jahrhundert, weil die Kirche im Laufe der Jahrhunderte nur während des Dreißigjährigen Kriegs von 1626–1629 und um 1740 in leichte Beschädigungen erfuhr.
Die Kirche ist ein zweischiffiger Backsteinbau auf rechteckigem Grundriss mit fast quadratischem Westturm, einer Südvorhalle und kleiner rechteckigen Sakristei an der Nordseite. Der Bau steht auf einem Feldsteinfundament und wird durch abgestufte massive Strebepfeiler gehalten. Die Helmspitze bekrönt eine Wetterfahne mit Kugel, Hahn und Kreuz.
Kirchenschiff, Sakristei uns Vorhalle schließen jeweils mit einem Schmuckgiebel ab. Die Backsteinfassaden des Schiffs sind schlicht gestaltet. Der Innenraum dominiert das Südschiff, das doppelt so breit ist wie das Nordschiff. Die heutige Inneneinrichtung stammt durchwegs aus dem 18. Jahrhundert. Aus dem Mittelalter stammen gotische Holzskulpturen, wie eine thronende Madonna mit Kind eine Pietà und Christus in der Rast.

## Persönlichkeiten
- Dorothea von Montau (1347–1394), die heiliggesprochene Mystikerin wurde hier geboren.